# 1991-es Formula–1 ausztrál nagydíj
Az ausztrál nagydíj volt az 1991-es Formula–1 világbajnokság szezonzáró futama. Az özönvízszerű eső miatt a 14. körben leintették a futamot.

## Futam
A szezonzáró ausztrál nagydíj előtt Alain Prost ki lett rúgva a Ferrari csapattól, mivel a francia "teherautónak" nevezte autóját, a francia helyére Gianni Morbidellit ültették be a Minarditól.
Az élről a két McLaren indult a Williamsek előtt. A rajtnál extrém erősen esett az eső, Patrese hamar Piquet és Alesi mögé került. A futam elején számos versenyző kicsúszott, köztük Schumacher és Alesi is. A 3. körben Mansell megelőzte Bergert, a második helyet megszerezve, majd az 5. körre a vezető Sennára is felzárkózott. Mansell Senna mellé ért, amikor Nicola Larini balesete miatt lassítaniuk kellett a versenyzőknek így nem előzhetett. A későbbiekben nem tudott előzni, de Senna sem tudott elhúzni a brittől. Az időjárási körülmények ekkor jobbak lettek, de 7 kör múlva ismét rengeteg versenyző csúszott ki, köztük Mansell is, majd a következő körben Berger is kétszer. Senna ekkor hevesen kérte a pályabírókat, hogy állítsák le a versenyt, amit meg is tettek a 16. körben. A futam hivatalos végeredményét a 14. kör alapján hirdették ki, amelynek értelmében Senna nyert Mansell, Berger, Piquet, Patrese és Morbidelli előtt. A pontoknak csak a felét osztották ki, mivel nem teljesítették a versenytáv legalább 75%-át, hossz tekintetében a 2021-es belga nagydíjig ez volt, időtartamára nézve pedig máig a sportág eddigi legrövidebb futama (24 perc).
|         | Rsz. | Versenyző          | Csapat             | Körök | Idő/Kiesések | Rajthely | Pontok |
| ------- | ---- | ------------------ | ------------------ | ----- | ------------ | -------- | ------ |
| 1       | 1    | Ayrton Senna       | McLaren-Honda      | 14    | 24:34,899    | 1        | 5      |
| 2       | 5    | Nigel Mansell      | Williams-Renault   | 14    | + 1,259      | 3        | 3      |
| 3       | 2    | Gerhard Berger     | McLaren-Honda      | 14    | + 5,120      | 2        | 2      |
| 4       | 20   | Nelson Piquet      | Benetton-Ford      | 14    | + 30,103     | 5        | 1.5    |
| 5       | 6    | Riccardo Patrese   | Williams-Renault   | 14    | + 50,537     | 4        | 1      |
| 6       | 27   | Gianni Morbidelli  | Ferrari            | 14    | + 51,069     | 8        | 0.5    |
| 7       | 21   | Emanuele Pirro     | Dallara-Judd       | 14    | + 52,361     | 13       |        |
| 8       | 33   | Andrea de Cesaris  | Jordan-Ford        | 14    | + 1:00,431   | 12       |        |
| 9       | 32   | Alessandro Zanardi | Jordan-Ford        | 14    | + 1:15,567   | 16       |        |
| 10      | 4    | Stefano Modena     | Tyrrell-Honda      | 14    | + 1:20,370   | 9        |        |
| 11      | 12   | Johnny Herbert     | Lotus-Judd         | 14    | + 1:22,073   | 21       |        |
| 12      | 22   | Jyrki Järvilehto   | Dallara-Judd       | 14    | + 1:38,519   | 11       |        |
| 13      | 9    | Michele Alboreto   | Footwork-Ford      | 14    | + 1:39,303   | 15       |        |
| 14      | 15   | Maurício Gugelmin  | Leyton House-Ilmor | 13    | + 1 kör      | 14       |        |
| 15      | 10   | Alex Caffi         | Footwork-Ford      | 13    | + 1 kör      | 23       |        |
| 16      | 24   | Roberto Moreno     | Minardi-Ferrari    | 13    | + 1 kör      | 18       |        |
| 17      | 8    | Mark Blundell      | Brabham-Yamaha     | 13    | + 1 kör      | 17       |        |
| 18      | 26   | Érik Comas         | Ligier-Lamborghini | 13    | + 1 kör      | 22       |        |
| 19      | 11   | Mika Häkkinen      | Lotus-Judd         | 13    | + 1 kör      | 25       |        |
| 20      | 16   | Karl Wendlinger    | Leyton House-Ilmor | 12    | + 2 kör      | 26       |        |
| Kiesett | 23   | Pierluigi Martini  | Minardi-Ferrari    | 8     | Kicsúszás    | 10       |        |
| Kiesett | 19   | Michael Schumacher | Benetton-Ford      | 5     | Kicsúszás    | 6        |        |
| Kiesett | 28   | Jean Alesi         | Ferrari            | 5     | Baleset      | 7        |        |
| Kiesett | 34   | Nicola Larini      | Lambo-Lamborghini  | 5     | Kicsúszás    | 19       |        |
| Kiesett | 25   | Thierry Boutsen    | Ligier-Lamborghini | 5     | Baleset      | 20       |        |
| Kiesett | 3    | Nakadzsima Szatoru | Tyrrell-Honda      | 4     | Kicsúszás    | 24       |        |
| NK      | 30   | Szuzuki Aguri      | Larrousse-Ford     |       |              |          |        |
| NK      | 7    | Martin Brundle     | Brabham-Yamaha     |       |              |          |        |
| NK      | 35   | Eric van de Poele  | Lambo-Lamborghini  |       |              |          |        |
| NK      | 29   | Bertrand Gachot    | Larrousse-Ford     |       |              |          |        |
| NeK     | 14   | Gabriele Tarquini  | Fondmetal-Ford     |       |              |          |        |
| NeK     | 31   | Naoki Hattori      | Coloni-Ford        |       |              |          |        |

## A világbajnokság végeredménye
| H   | Versenyzők        | Pont | H   | Konstruktőrök    | Pont |
| --- | ----------------- | ---- | --- | ---------------- | ---- |
| 1.  | Ayrton Senna      | 96   | 1.  | McLaren-Honda    | 139  |
| 2.  | Nigel Mansell     | 72   | 2.  | Williams-Renault | 125  |
| 3.  | Riccardo Patrese  | 53   | 3.  | Ferrari          | 55,5 |
| 4.  | Gerhard Berger    | 43   | 4.  | Benetton-Ford    | 38,5 |
| 5.  | Alain Prost       | 34   | 5.  | Jordan-Ford      | 13   |
| 6.  | Nelson Piquet     | 26,5 | 6.  | Tyrrell-Honda    | 12   |
| 7.  | Jean Alesi        | 21   | 7.  | Minardi-Ferrari  | 6    |
| 8.  | Stefano Modena    | 10   | 8.  | Dallara-Judd     | 5    |
| 9.  | Andrea de Cesaris | 9    | 9.  | Brabham-Yamaha   | 3    |
| 10. | Roberto Moreno    | 8    | 10. | Lotus-Judd       | 3    |

(A teljes lista)

## Statisztikák
Vezető helyen:
- Ayrton Senna: 14 (1-14)

Ayrton Senna 33. győzelme, 60. (R) pole-pozíciója, Gerhard Berger 14. leggyorsabb köre.
- McLaren 94. győzelme.

Nelson Piquet 203., Alex Caffi, Nakadzsima Szatoru és Emanuele Pirro utolsó versenye.